# Rockhausen
Rockhausen é uma vila e antigo município da Alemanha localizado no distrito de Ilm-Kreis, estado da Turíngia.  Pertencia ao Verwaltungsgemeinschaft de Riechheimer Berg. Desde dezembro de 2019, forma parte do município de Amt Wachsenburg.